# 오복문
"오복문"는 1966년 공개된 대한민국의 영화이다.

## 배역
- 김지미
- 이예춘
- 남궁원
- 김혜정